# كارلوس أنطونيو لوبيز
كارلوس أنطونيو لوبيز (بالإسبانية Carlos Antonio López) وهو رئيس الباراغواي في الفترة الممتدة ما بين عامي 1844 إلى وفاته في عام 1862 ولد كارلوس أنطونيو لوبيز في 14 تشرين الثاني / نوفمبر من سنة 1790 في مدينة أسونسيون أصبح لوبيز رئيسا للباراغواي في شهر أذار / مارس من سنة 1844 واستمر لوبيز في منصبه كرئيس للباراغواي إلى وفاته في يوم 10 أيلول / سبتمبر من سنة 1862 ومن بين أهم إنجازات لوبيز إثناء سنوات فترة حكمه هي إصلاح الزراعة في البلاد، منح الجنسية لسكان البلاد الأصليين من الهنود الحمر، إنشاء أكثر من 300 مدرسة في البلاد مع توفير التعليم الإلزامي والمجاني في البلاد وإعلان النشيد الوطني للباراغواي.

## روابط خارجية
- كارلوس أنطونيو لوبيز على موقع الموسوعة البريطانية (الإنجليزية)